# Homoludens.hu Egyesület
A homoludens.hu Egyesület a magyarországi társasjáték-kultúrát támogató és terjesztő civilszervezet.

## Története és tevékenysége
Az egyesület 2007 januárjában jött létre a hagyományos játékkultúra tárgyi és immateriális megnyilvánulásainak gyűjtése, feldolgozása és közreadása és az informatikai kultúra kreatív, játékos módszerekkel történő népszerűsítése céljából. 2010-ben indította meg társasjátékklubját az Angyalföldi Gyermek- és Ifjúsági Házban, 2014 őszén a Központi Statisztikai Hivatal Könyvtárban, 2015 tavaszán a Bethlen Téri Színházban, 2017-ben pedig a Magyar Kereskedelmi és Vendéglátóipari Múzeumban. A klubok mellett nyári táboroztatásban, jótékonysági és céges rendezvényeken is részt vesz, és internetes játékházat is üzemeltet.
Az egyesület Budapest XIII. kerületében végzett kultúratámogató munkájáért 2012 és 2015 között elismerő oklevelet kapott, 2016-ban pedig elnyerte a Civil Vándorserleget.